# Sune Sunesson
Lars Sune Sunesson, född 6 juli 1944 i Stockholm, är en svensk sociolog. 
Sunesson blev filosofie kandidat vid Stockholms universitet 1963, filosofie licentiat 1971 och filosofie doktor 1974. Han var utredare vid Svenska kommunalarbetareförbundet 1963–66, sociolog vid Svenska metallindustriarbetareförbundet 1966–67, amanuens, forskningsassistent och assistent vid sociologiska institutionen vid Stockholms universitet 1967–69, extra universitetslektor där 1969–80, forskningssekreterare vid Stockholms socialförvaltning 1978–81, universitetslektor, t.f. docent, forskare och t.f. professor vid sociologiska institutionen vid Lunds universitet 1980–84 och professor i socialt arbete vid Lunds universitet (Socialhögskolan) från 1985 (t.f. 1984), dekanus för samhällsvetenskapliga fakulteten 2004-2008. Han var ledamot av delegationen för social forskning från 1985–90, av Socialstyrelsens vetenskapliga råd från 1986 och ordförande i Sveriges sociologförbund 1984–86. Åren 1990–1999 var han ledamot av Socialvetenskapliga Forskningsrådet (SFR). Från 2012 är Sunesson föreståndare för det tvärvetenskapliga Pufendorfinstitutet vid Lunds universitet.